# ایستگاه اوینیون ت ژ و
ایستگاه اوینیون ت ژ و (انگلیسی: Gare d'Avignon TGV) یک ایستگاه راه‌آهن در شهر اوینیون، فرانسه است.
این ایستگاه که در سال ۲۰۰۱ تأسیس شده به خط یورواستار و خطوط راه‌آهن پرسرعت فرانسه متصل است.

## نگارخانه

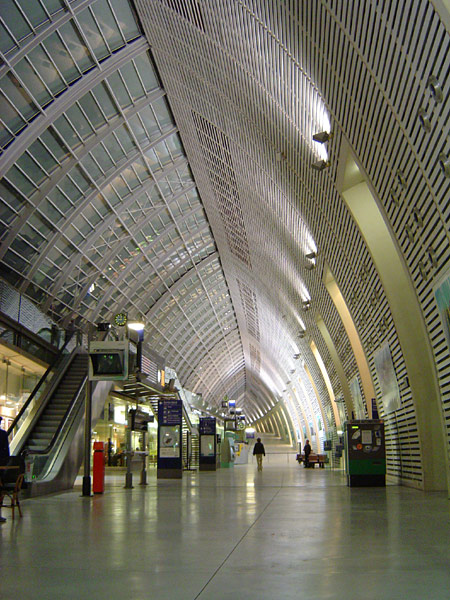
The inside of the station.
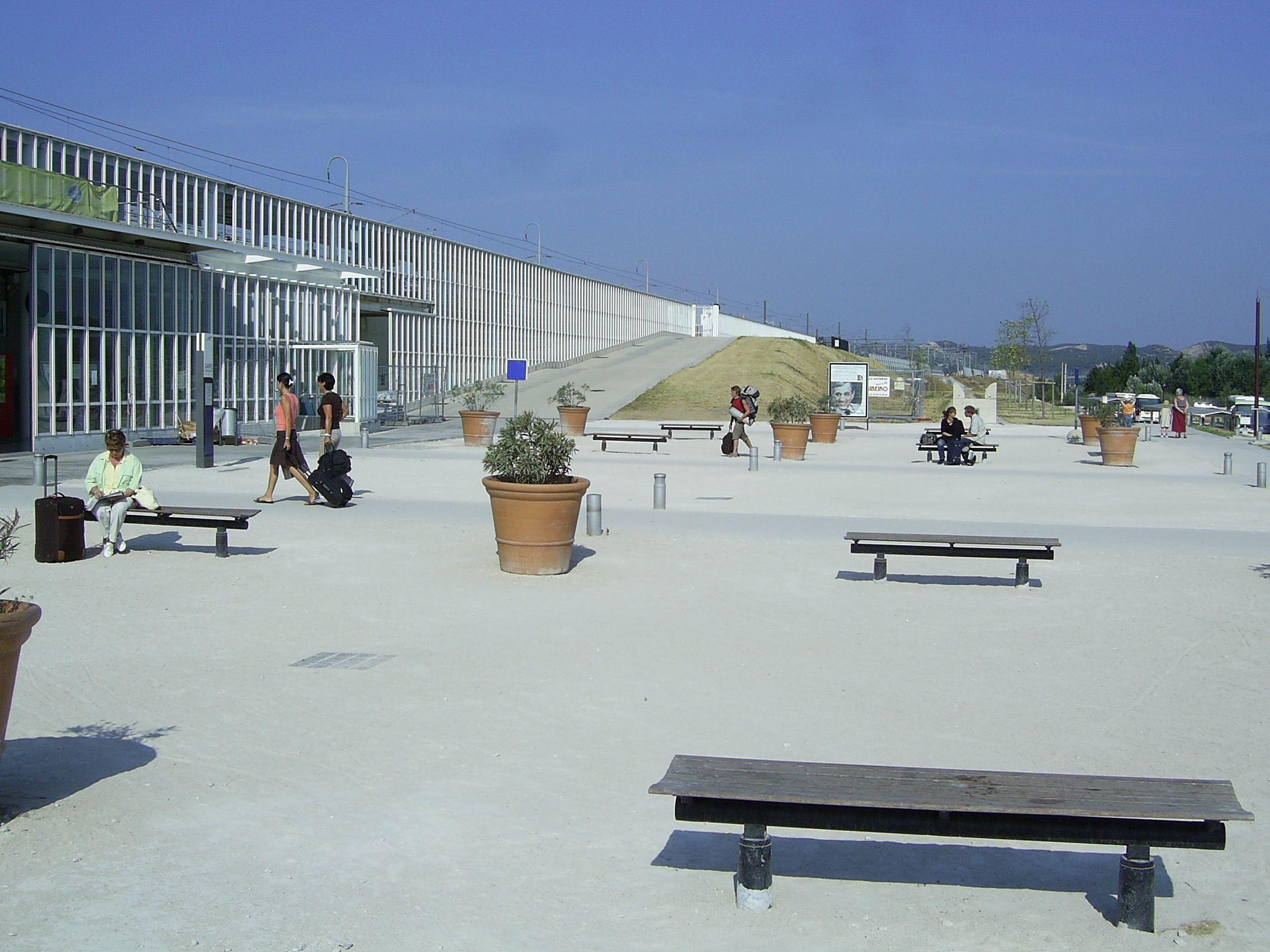
The entrance of the station.
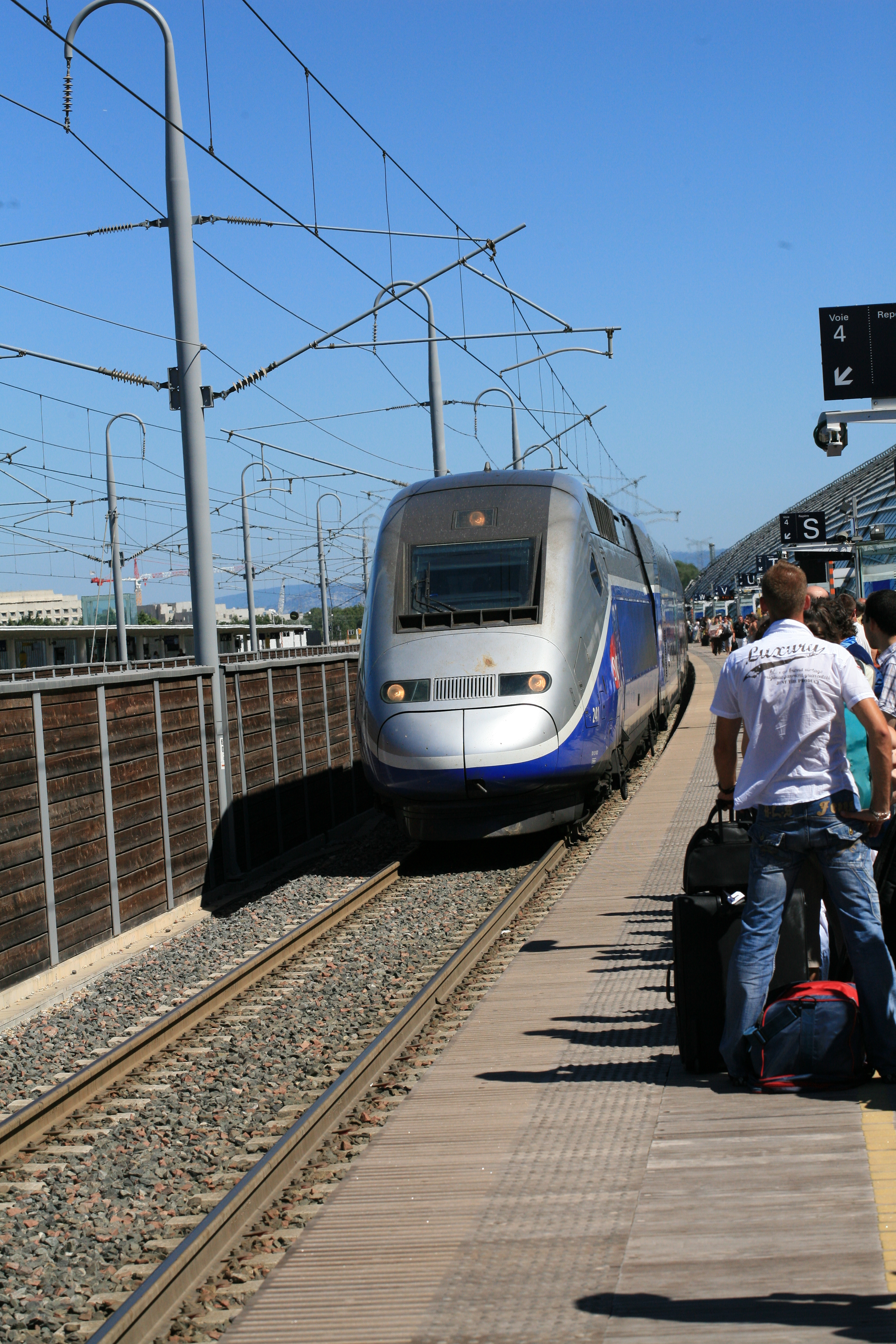
A TGV at the station
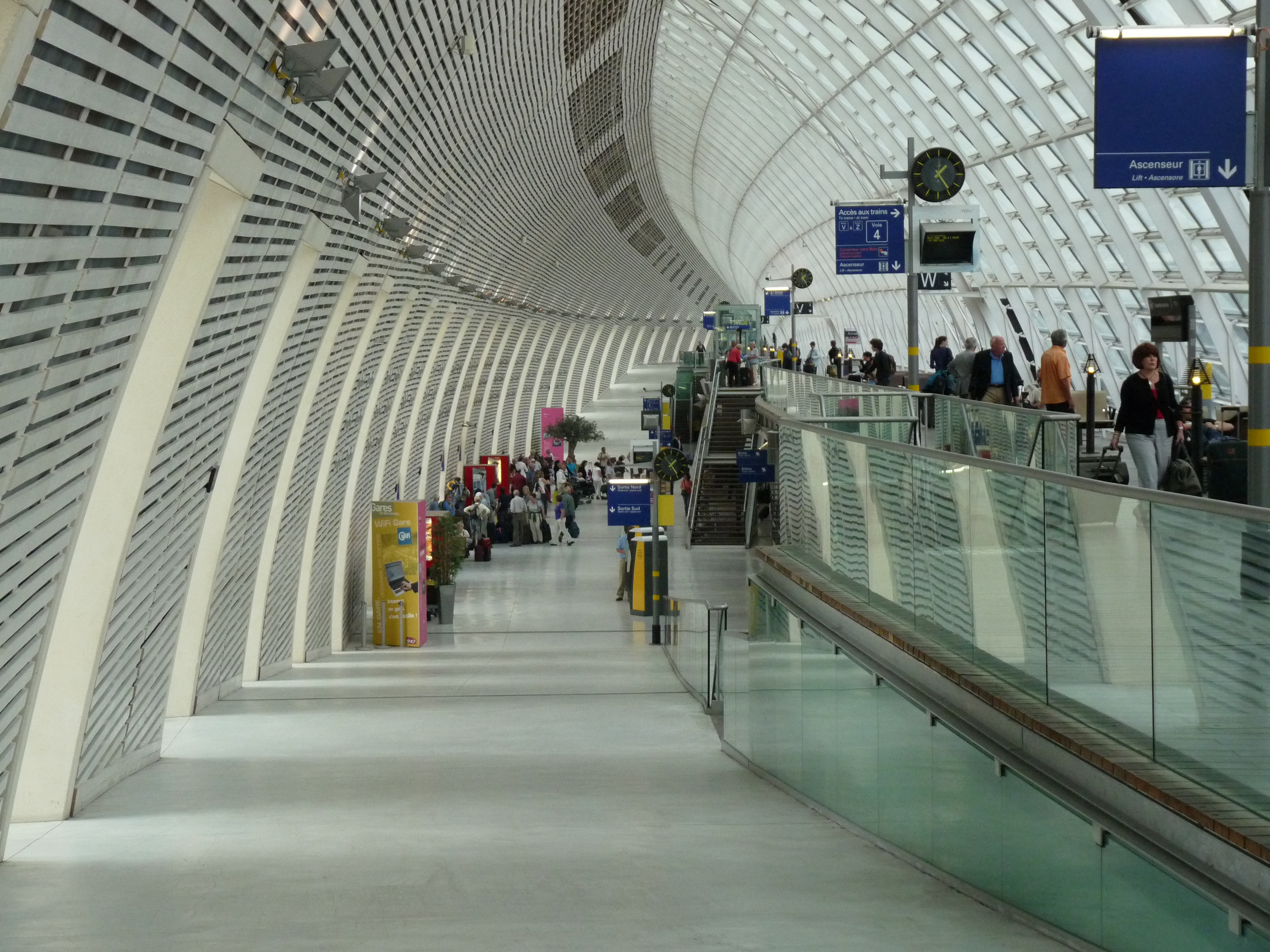
Main concourse